# Provincia de Montes Submarinos de las Islas Canarias

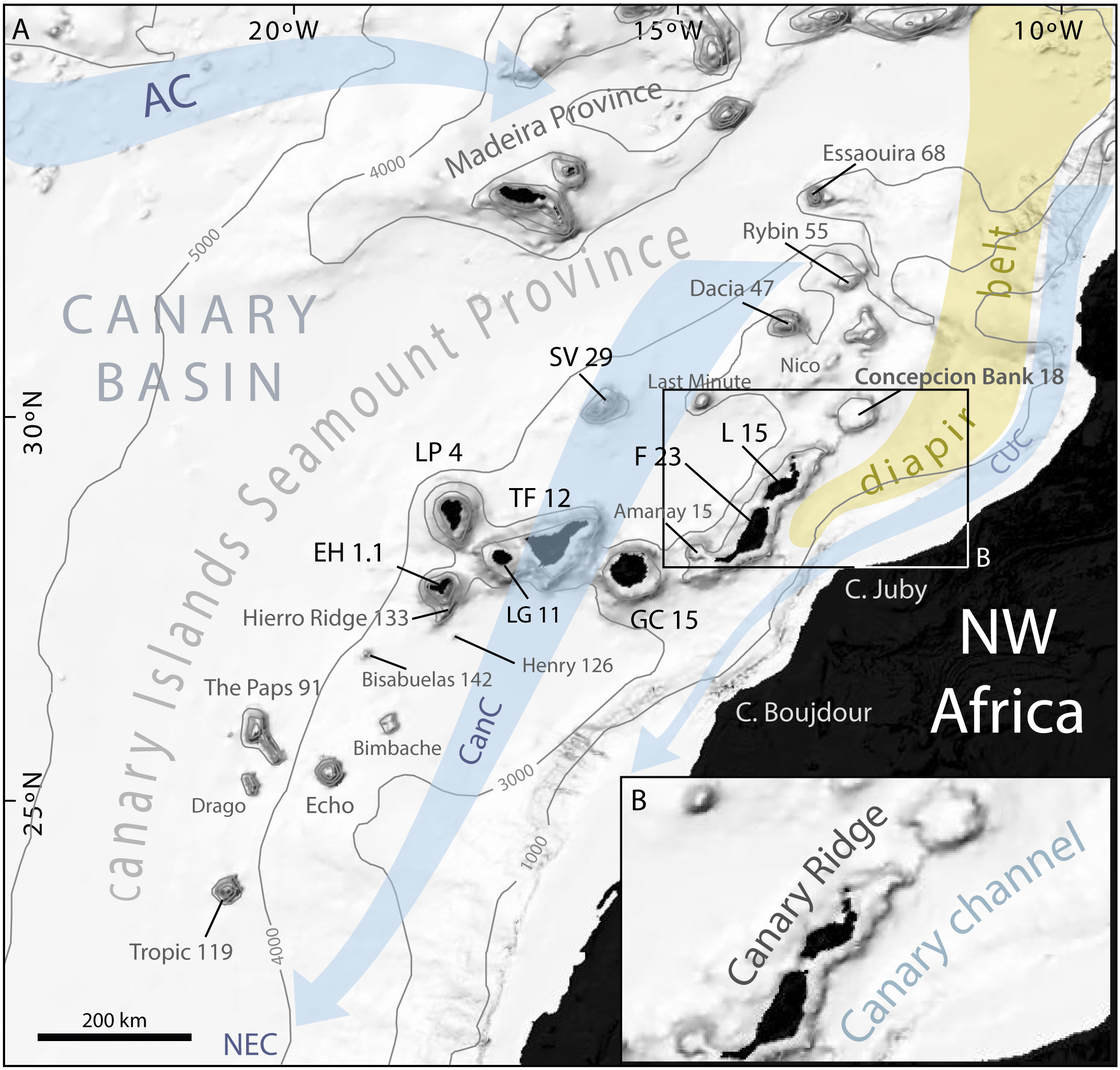
Mapa de la CISP (Rivera et al, 2016)

La Provincia de Montes Submarinos de las Islas Canarias (Canary Islands Seamount Province; CISP) se sitúa en el océano Atlántico entre los 23 y 33 grados de latitud norte. Incluye las siete islas mayores del archipiélago canario, los dos islotes del archipiélago de las islas Salvajes y dieciséis montes submarinos distribuidos a lo largo de una área de alrededor de 540 000 km² que discurre paralela a la costa noroccidental del continente africano. Además de su distribución geográfica todos estos accidentes comparten una serie de parecidos geoquímicos.
Han sido descritas tres subalineaciones dentro de la CISP: primero, un segmento de orientación SW-NE desde el monte submarino Tropic hasta el punto más occidental del archipiélago canario, un segmento central de orientación NNO-ESE desde las islas de la Palma y El Hierro a la isla de Fuerteventura, de 400 km de longitud, y en tercer y último lugar el llamado Canary Ridge, con una primera parte con orientación SO-NE desde la isla de Fuerteventura hasta el Banco Concepción, y después con orientación S-N desde el Banco Concepción hasta el monte submarino Essaouira.